# 房士達
房士達（ぼう したつ、496年 - 533年）は、中国の北魏の軍人。本貫は清河郡繹幕県。

## 経歴
房三益の子として生まれた。若くして才気があり、族兄の房景先は「この児は才気高く度量も大きい。晩年には門戸を大きくすることができるだろう」と評した。済州左将軍府倉曹参軍を初任とした。京兆王元継が大将軍となり、関中に出向するにあたって、士達の名を聞いて、騎兵参軍として召し出し、帳内統軍を兼ねさせた。
孝昌年間、同郷の劉蒼生・劉鈞・房須らが乱を起こし、郡県を攻略し、たびたび州軍を撃破していた。ときに士達は家で父の喪に服しており、斉州刺史の元欣が将軍として求めたが、士達は喪中の礼を理由に固辞した。元欣が士達の友人の馮元興に命じて説得させたので、士達はやむをえず出馬し、州郭の人2000人あまりを率いて東西の反乱軍を討ち、反乱を全て撃破して鎮圧した。武泰元年（528年）、平原郡太守に任じられ、豪族を抑圧して、境内を粛然とさせた。ときに邢杲が反乱を起こしたが、士達の威名を憚って、あえて攻撃してこようとはしなかった。永安3年（530年）、士達は済南郡太守に転じた。
爾朱兆が洛陽に入ると、斉州刺史の蕭賛が城民の趙洛周に追放された。趙洛周らは士達に斉州の事務を代行させるよう上表しようとした。趙洛周の子の趙元献が上表文を書き換えたため、元子華が斉州刺史とされた。永熙2年（533年）、死去した。享年は38。平東将軍・斉州刺史の位を追贈された。諡は武といった。

## 伝記資料
- 『魏書』巻43 列伝第31